# الحزب الإفريقي لاستقلال الجماهير
الحزب الأفريقي لاستقلال الجماهير (بالفرنسية: Parti Africain pour l'Indépendance des Masses) هو حزب سياسي قومي أسود في السنغال. تم تسجيله قانونيا في يوليو 1982. ينشر الحزب صحيفة الأمة الأفريقية.
يفضل الحزب شكلاً من أشكال الديمقراطية التشاركية المباشرة.
على الرغم من اسمه، لا يشترك الحزب في أي ارتباط مع حزب الاستقلال الأفريقي. على عكس حزب الاستقلال الأفريقي، فإن حزب استقلال الجماهير هو حزب غير ماركسي.